# بخش مرکزی شهرستان جویبار

بخش مرکزی شهرستان جویبار یکی از بخش‌های شهرستان جویبار در استان مازندران در شمال ایران است.

## تقسیمات کشوری
- بخش مرکزی شهرستان جویبار
  - دهستان حسن‌رضا
  - دهستان سیاهرود

شهر: جویبار

## جمعیت
بنابر سرشماری مرکز آمار ایران، جمعیت بخش مرکزی شهرستان جویبار در سال ۱۳۸۵ برابر با ۴۹۴۸۴ نفر بوده‌است.